# Oncocera semirubella
Oncocera semirubella là một loài bướm đêm thuộc họ Pyralidae. Loài này có ở châu Âu.

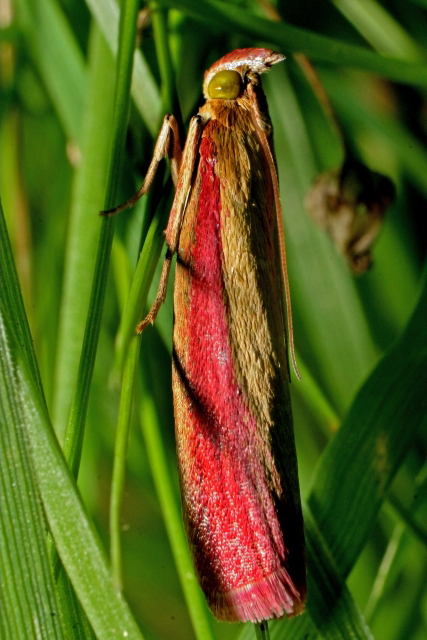

Sải cánh dài 26–30 mm. Con trưởng thành bay làm một đợt from the end of tháng 6 đến tháng 8 .
Sâu bướm ăn các loài Lotus corniculatus, white clover, ononis species, Horseshoe Vetch và medicago.

## Hình ảnh

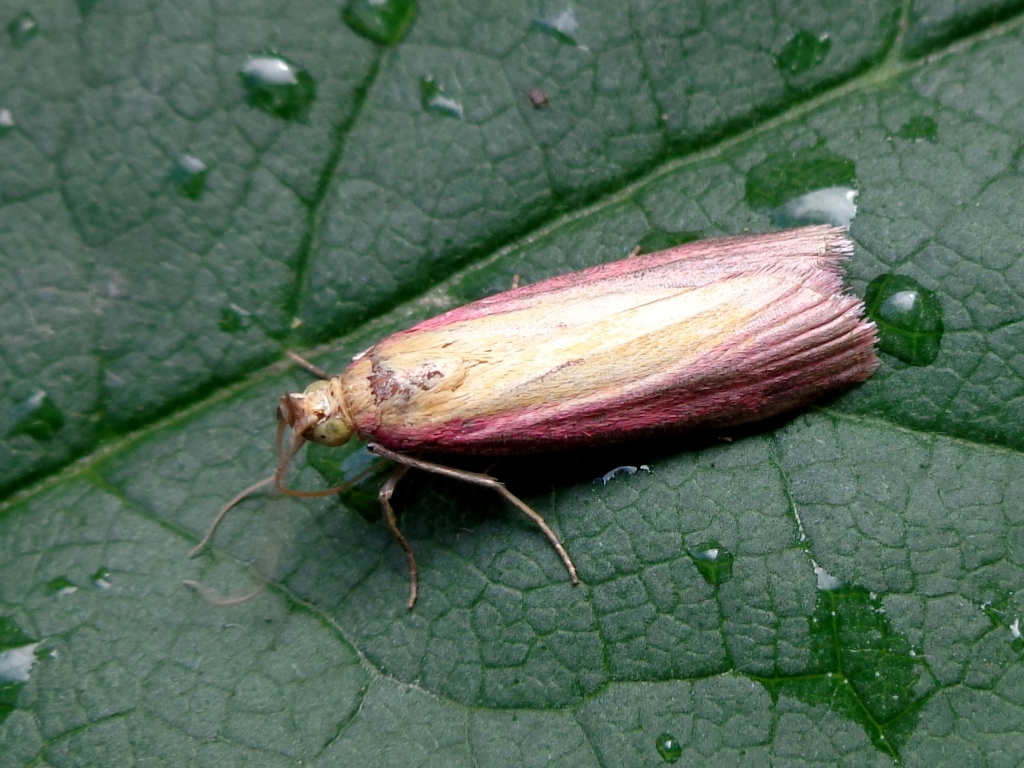
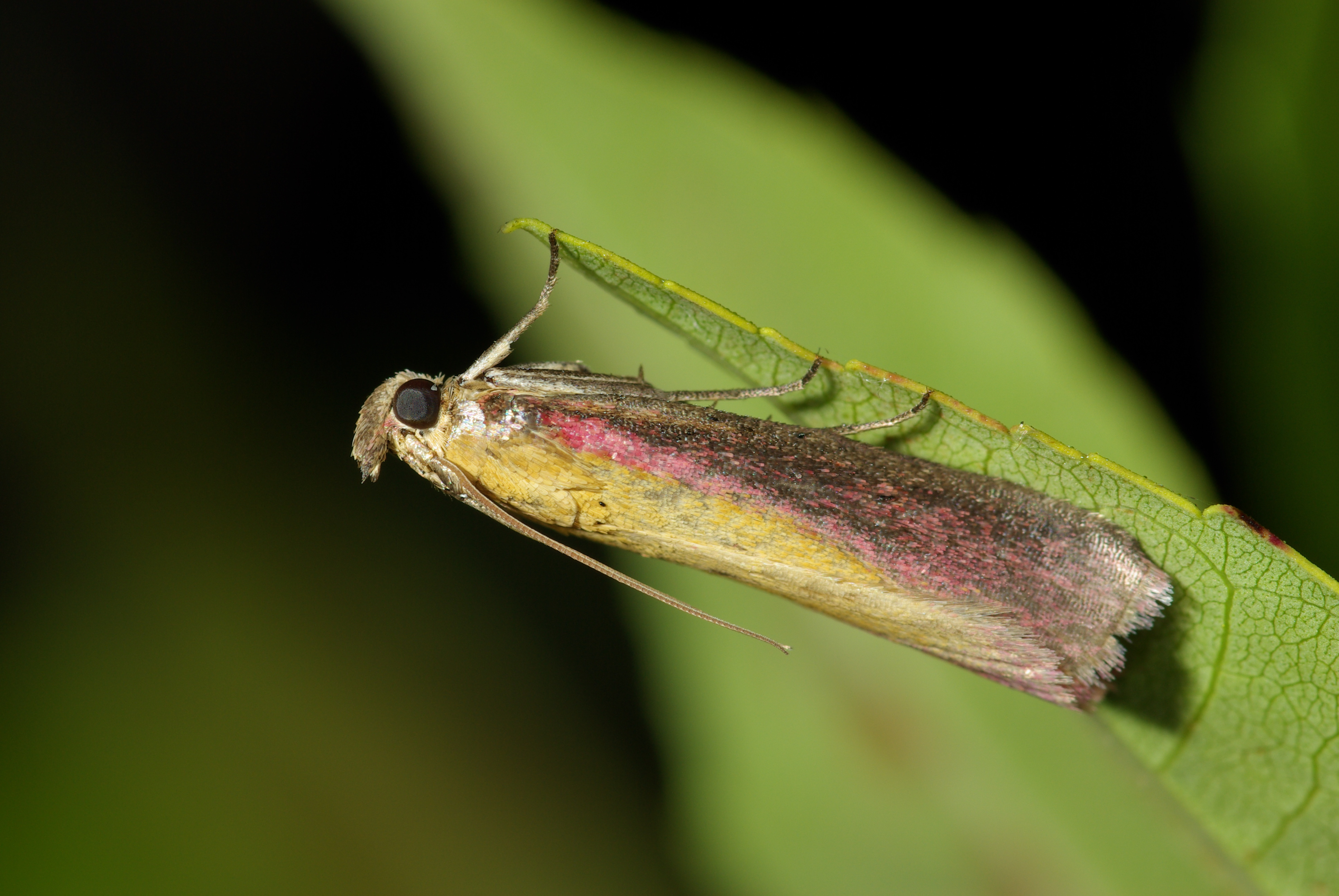
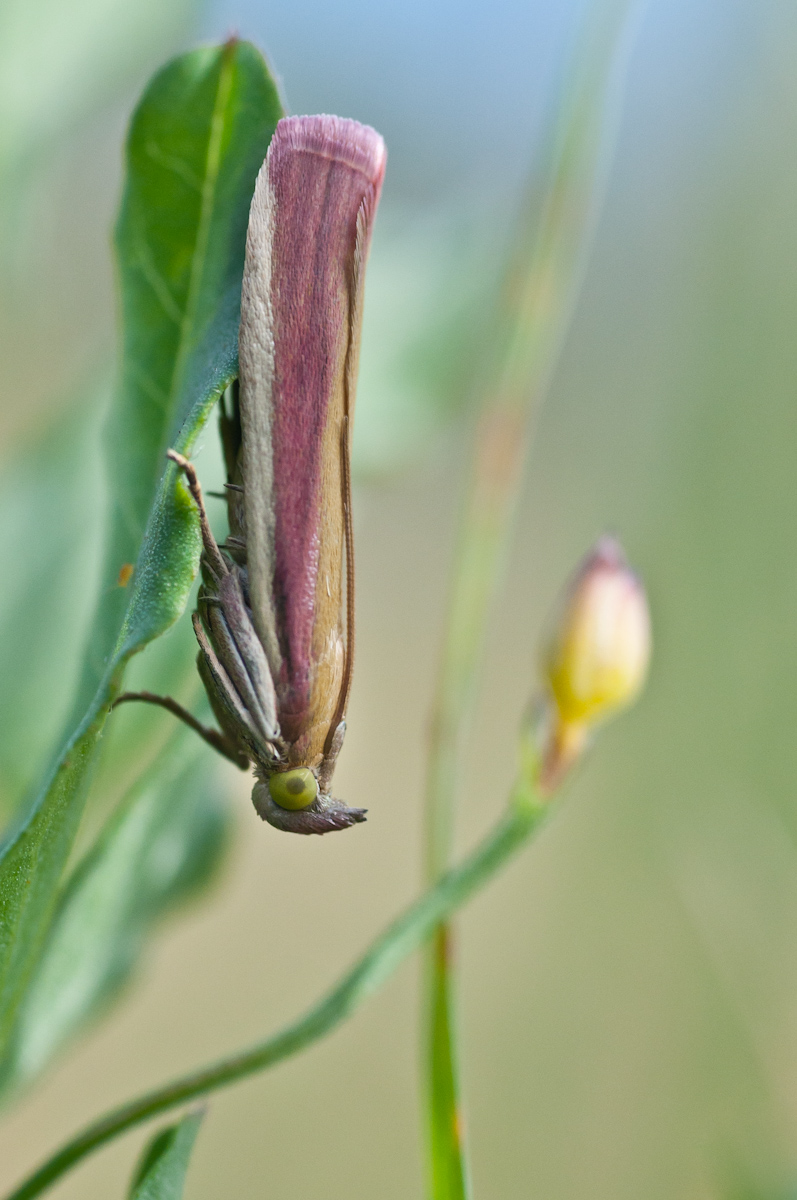

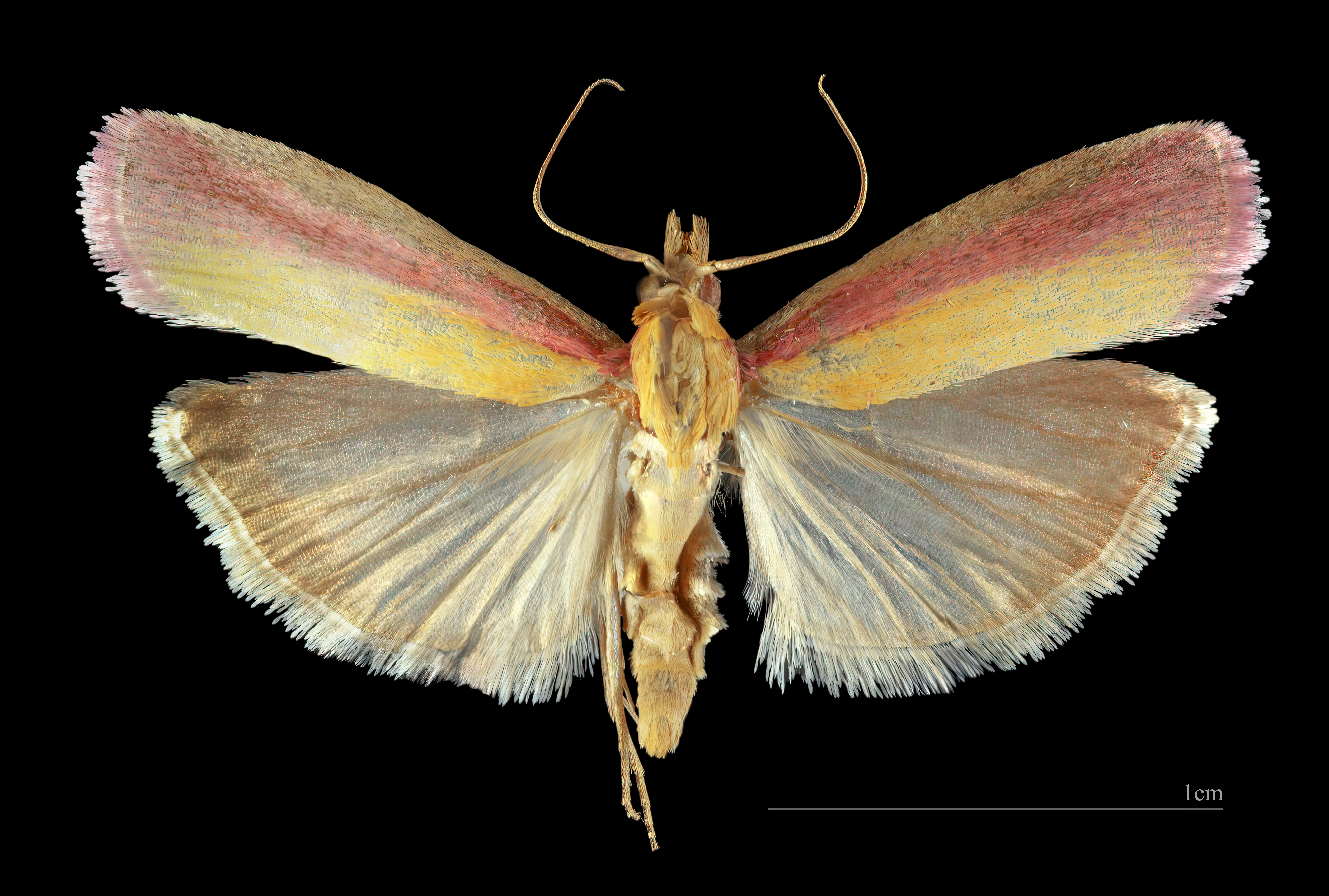
Oncocera semirubella♂
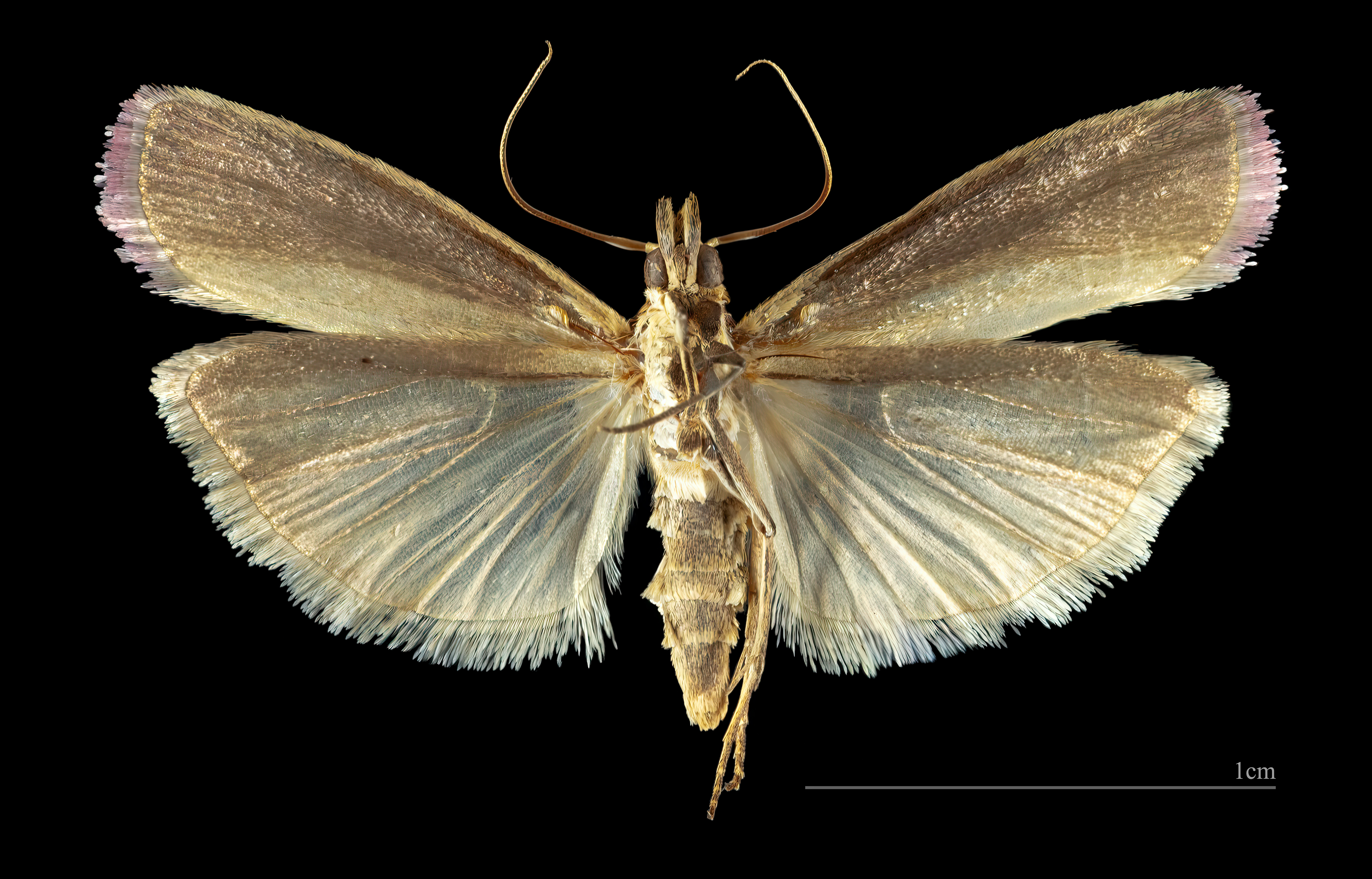
Oncocera semirubella♂ △